# Миядзаки (равнина)
Миядзаки (яп. 宮崎平野 миядзаки-хэйя) — аллювиальная равнина в Японии, расположенная в юго-восточной части острова Кюсю, в префектуре Миядзаки. На востоке омывается плёсом Хюга-Нада. Площадь равнины составляет около 800 км².
Центральная часть равнины Миядзаки расположена в низовьях реки Оёдо. Оттуда на север продолжается прибрежная равнина, протянувшаяся от Цуно до Таканабе. На севере и западе расположены дилювиальные плато.
Равнина частично сложена отложениями рек Оёдо, Хитоцусе и Омару. Мощность аллювиальных осадков составляет 20-30 см, а в центральной части равнины доходит до 60 см.
Наряду со впадиной Мияконодзё равнина является основной сельскохозяйственной областью префектуры.